# Santana do Manhuaçu
Santana do Manhuaçu là một đô thị thuộc bang Minas Gerais, Brasil. Đô thị này có diện tích 346,964 km², dân số năm 2007 là 8185 người, mật độ 23,6 người/km².